# شون ديزمن
شون ديزمن (Shawn Desman) اسمه الحقيقي شون بوسكو فرنانديز من مواليد 12 يناير/كانون الثاني 1983 بكندا، مغني وكاتب أغاني كندي من أصل برتغالي وإيطالي. هو الأخ الأكبر للمغني داني فرنانديز (Danny Fernandes).

## الألبومات
- 2002 - Shawn Desman
- 2005 - Back for More
- 2010 - Fresh
- 2013 - Alive

## الأغاني
- 1999 - Don't Wanna Lose You
- 2002 - Get Ready
- 2002 - Shook
- 2003 - Spread My Wings
- 2003 - Sexy
- 2005 - Let's Go
- 2005 - Red Hair
- 2005 - Man In Me feat Mobby Dick
- 2010 - Shiver
- 2010 - Night Like This
- 2010 - Electric
- 2011 - Moneyshot
- 2011 - Something Stupid
- 2012 - Nobody Does It Like You
- 2012 - Dum Da Dum
- 2013 - Too Young To Care
- 2013 - Stuck

## وصلات خارجية
- شون ديزمن على موقع IMDb (الإنجليزية)
- شون ديزمن على موقع ميوزك برينز (الإنجليزية)
- شون ديزمن على موقع أول ميوزيك (الإنجليزية)
- شون ديزمن على موقع ديسكوغز (الإنجليزية)

- الموقع الرسمي
- موقع MySpace